# ДОТ № 417 (КиУР)

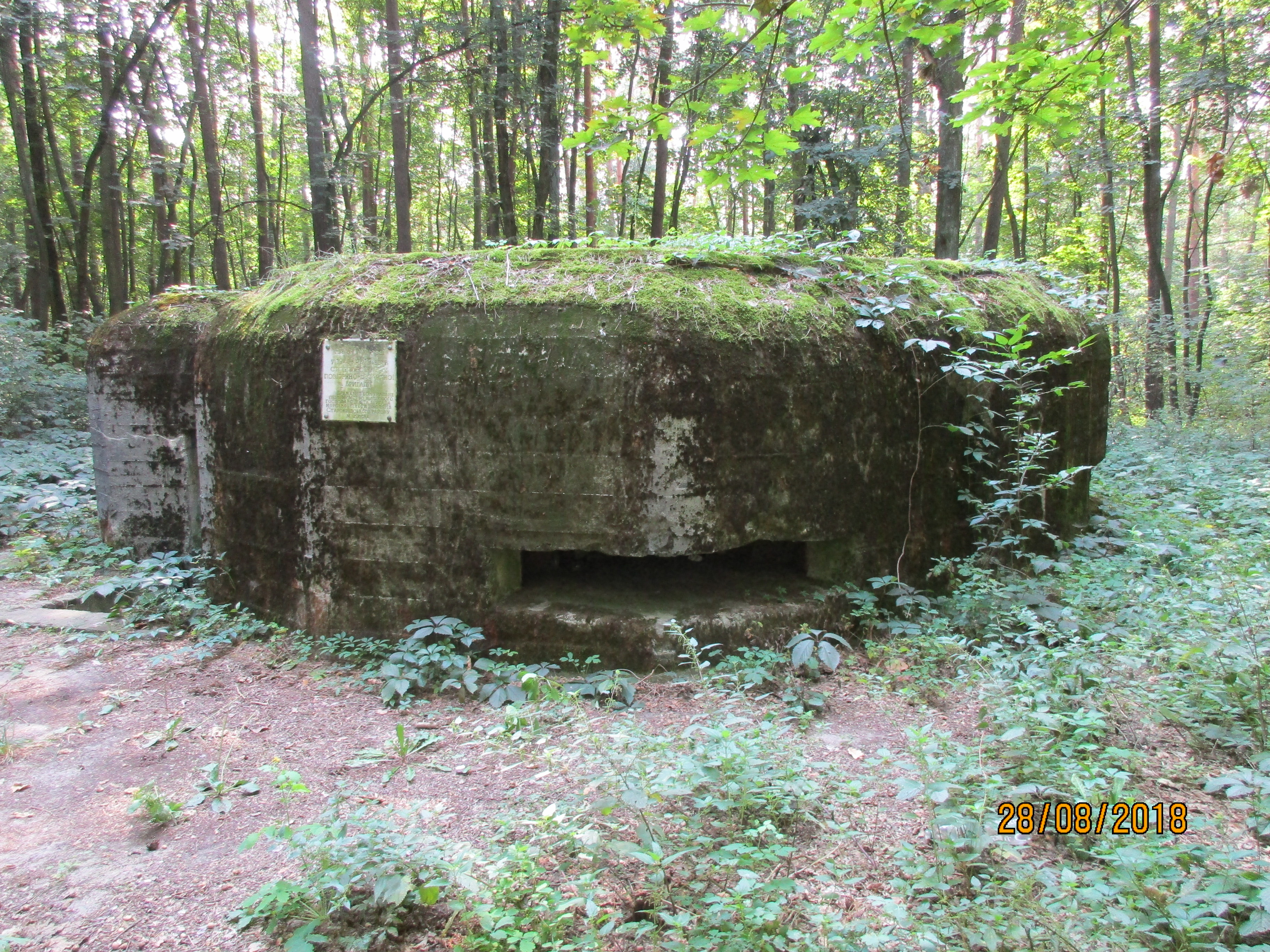
ДОТ № 417. Вид с северо-запада, со стороны Житомирского шоссе.

ДОТ № 417 — долговременная огневая точка, входившая в первую линию обороны Киевского укрепрайона.

## Конструкция
ДОТ № 417 имеет 1 этаж и три пулемётных амбразуры для станковых пулемётов, его класс стойкости «М1», то есть он способен выдержать 1 попадание 203-мм гаубицы. Сооружение построили в период 1929 - 1935 годов в глубине обороны.

## Служба

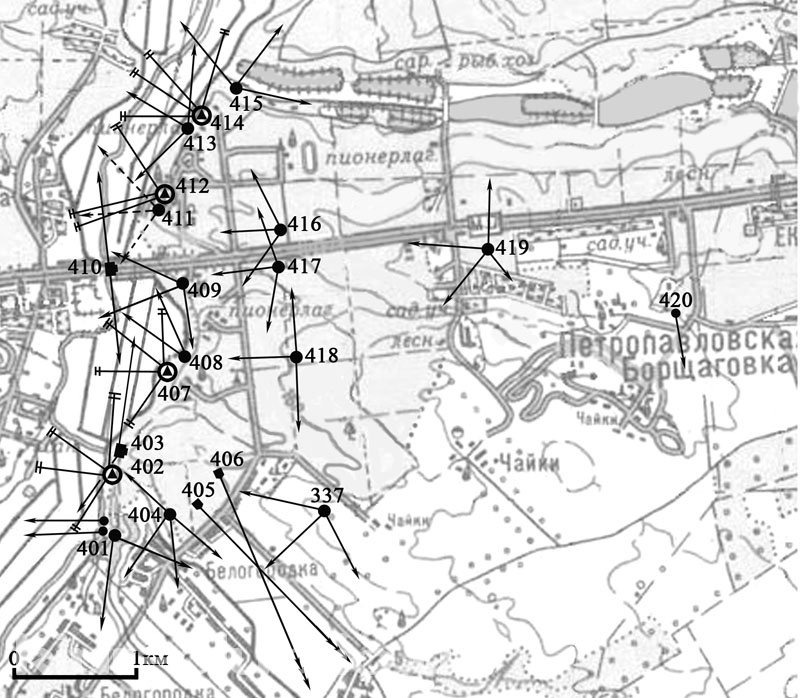
ДОТ № 417 в системе обороны 3-го БРО КиУР

Фортификационное сооружение приняло участие в Отечественной войне и организационно входило в 3-й батальонный район обороны (БРО) КиУР, прикрывающего район Белогородка (Киевская область) — Житомирское шоссе (Брест-Литовське шосе). Шоссе было наиболее танкоопасным направлением для города Киев, поэтому с началом войны в радиусе 500-800 метров от ДОТ № 417 построено 14 позиций для противотанковой и полевой артиллерии и большое количество полевых укреплений. Гарнизон сооружения состоял из бойцов 193 отдельного пулемётного батальона КиУР.
Во время первого генерального штурма КиУР, который начали войска 29-го армейского корпуса вермахта 4 августа 1941 года, ДОТ находился на спокойном участке фронта. Во время второго штурма КиУР, который начался 16 сентября 1941 года, ДОТ № 417 не имел боевого контакта с врагом. Днём 18 сентября войска 37-я армии Юго-Западного фронта получает приказ-разрешение на оставление города Киев и КиУР. Гарнизоны долговременных сооружений были одними из последних, кто уходил на левый берег реки Днепр. Среди них был и гарнизон ДОТ № 417. Во время отступления гарнизон не подорвал сооружение. Но не исключено, что пулемёты и внутреннее оборудование было выведено из строя. Днём 19 сентября передовые части 71 пехотной дивизии заняли территорию 3-го БРО без боя, задерживая лишь красноармейцев-дезертиров и перебежчиков. Во время зачистки после 19 сентября немецкие сапёры ДОТ также не взорвали.
История ДОТ № 417, как и всего 3-го батальонного района обороны (БРО) КиУР, напоминает доктрину «Fleet in being» в действии. Многочисленная группа долговременных и полевых оборонительных сооружений с артиллерией удерживала немцев от полномасштабного штурма данного участка. С другой стороны это принуждало противника держать здесь неоправданно большое число войск, которые можно было бы задействовать более эффективно на других участках фронта. Ведь был риск, что советские войска, прикрываясь оборонительными сооружениями, могут перейти в сильную, подготовленную атаку.

## Настоящее время
ДОТ находится в хорошем состоянии, на обочине Житомирской трассы имеется указатель к нему.